# Андуник I
Андуник (авар. ГӏандуникI) (греч. Ανδρόνικος) — правитель (нуцал) аварского нуцальства во второй половине XV века.

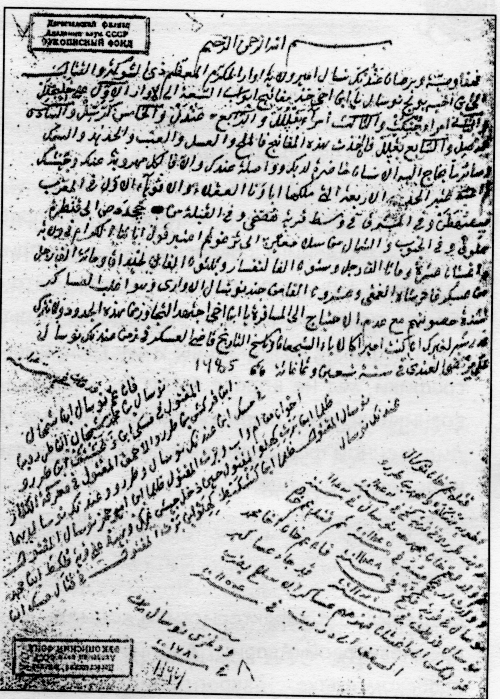
Страница завещания Андуника

Андуник, как и его отец Ибрагим, продолжал расширять территорию Аварского нуцальства. Земли которые были частью нуцальства при его жизни известны благодаря так называемому «Завещанию» Андуника, которое адресовано его племяннику Булачу I: «О мой племянник, возьми ключи Аварии в свои руки: первые ключи — Алигличилал, вторые — дженгутаевских владетелей, третьи — гумбетовских владетелей, четвёртые — Анди, пятые — харуссел, шестые — Бактлух, седьмые — хучадинцев и Семиземелья (р. Джурмут). Если ты возьмешь эти ключи, то соль, медь, виноград, железо, рыбы и остальное — все, в чём человек нуждается, — у тебя и в твоем распоряжении. А иначе все от тебя и твоего народа убежит…». Завещание заканчивается таким советом: «О сын моего брата! если ты хочешь стать эмиром подобно храбрым предкам, то старайся переступить эти границы, не уступая чужому даже пяди своей земли». В этом завещании также говорится о том что из 240000 воинов Дагестана, 40000 являются людьми нуцала, 70000 табасарана, 100000 кумухского падишаха и 30000 хайдака . В других же списках упоминается еще один племянник, Хаджиали-Шамхал Гидатлинский, которому также обращено "завещание".
Андуник умер примерно в 1485 году, ему наследовал его племянник Булач I.